# Helena Antonia

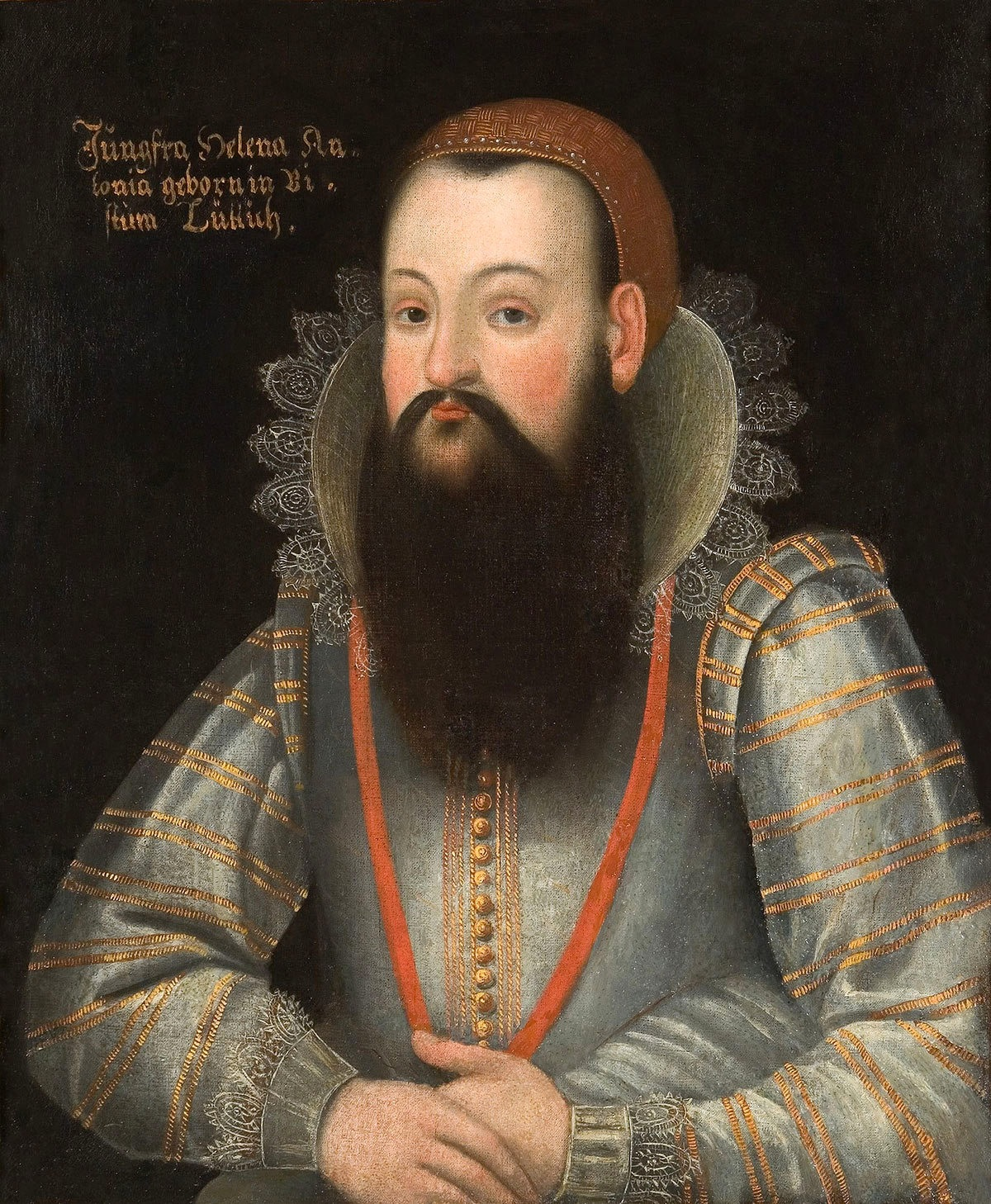
Retrato de Helena Antonia.

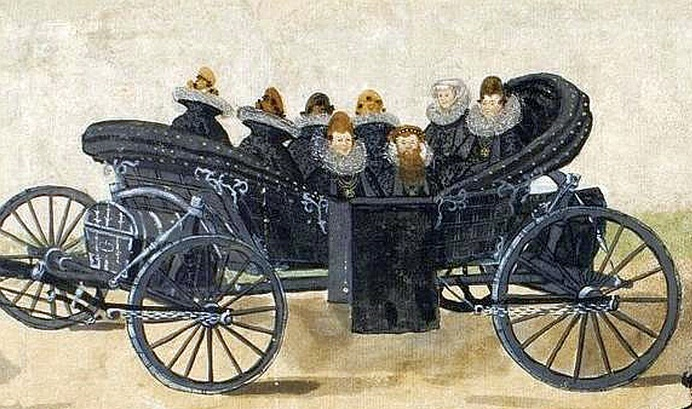
Helena Antonia y otras damas de la corte, en una carroza abierta.

Helena Antonia (Lieja, 1550-1595) fue una enana de corte de la Emperatriz del Sacro Imperio Romano Germánico María de Austria y favorita de la archiduquesa Margarita de Austria, así como dama de compañía de Constanza de Austria.
Nació en Lieja, pero fue tomada bajo la protección y criada por la duquesa María Ana de Baviera y su esposo Carlos II en Graz.
Sufría también de hirsutismo y, como resultado, tenía barba.